# Theodor Rehbock
Theodor Rehbock (Amsterdam, 12 de abril de 1864 — Baden-Baden, 17 de agosto de 1950) foi um engenheiro alemão.
Rehbock realizou estudos sobre abastecimento e utilização técnica de água em diversos países.
Em 1899 foi professor de engenharia hidráulica na Universidade de Karlsruhe, onde construiu o Laboratório de Hidráulica, o qual dirigiu até 1934. A maior parte dos grandes projetos fluvuais na Alemanha e diversos outros países foram testados pelo laboratório, como por exemplo o Afsluitdijk nos Países Baixos. O laboratório é atualmente denominado Theodor-Rehbock-Laboratorium.
Foi reitor da Universidade de Karlsruhe três vezes, nos períodos (1907 — 1908), (1916 — 1917) e (1925 — 1926). Uma rua de Karlsruhe leva seu nome.